# Улица Оборонцев Чернигова
Улица Оборонцев Чернигова (укр. Вулиця Оборонців Чернігова) — улица в Деснянском районе города Чернигова. До 2024 года — улица Александра Молодчего. Пролегает от перекрёстка улиц Береговая и 1-я Кордовка до проспекта Михаила Грушевского (улицы 1 Мая), исторически сложившаяся местность (район) Пять углов.
Примыкают улицы Парковая (Савчука), Ильи Шрага, Шевченко, Батуринская (Лермонтова), Валерия Сараны (переулок Лермонтова), Дмитрия Лизогуба, Гетмана Полуботка, Михайлофёдоровская, Алексея Флёрова.

## История
Во времена Киевской Руси большая часть улицы (от начала до площади Пять углов) входила в укреплённое городище (Детинец), остальная часть (конец улицы) — была проложена позже. Впервые улица упоминается в конце 18 века под названием Могилёвская — здесь пролегала дорога в направлении Могилёва, с конца 19 века известна как Петербуржская — здесь пролегала дорога в направлении Петербурга.
В 1919 году Петербуржская улица переименована на Петроградская улица — в честь города Петрограда. С первых лет советской власти здесь были размещены городской и уездный, затем городской и районный военные комиссариаты. В связи с переименованием города Петрограда на Ленинград, в 1924 году Петроградская улица переименована на улица Троцкого — в честь русского революционера, советского государственного, партийного и военно-политического деятеля Льва Давидовича Троцкого. В 1928 году улица Троцкого переименована на Красногвардейская улица — из-за расположенных по улице военных комиссариатов.
В 1938 году улица была местом съёмок фильма «Щорс».
В мае 1980 года Красногвардейская улица переименована на Восточночешская улица — в честь братских связей трудящихся Черниговской области УССР с трудящимися Восточночешской области Чехословацкой ССР. В свою очередь другая улица Военная была переименована на Красногвардейскую.
В 2002 году Восточночешская улица переименована на улица Александра Молодчего — в честь Дважды Героя Советского Союза Александра Игнатьевича Молодчего.
С целью проведения политики очищения городского пространства от топонимов, которые возвеличивают, увековечивают, пропагандируют или символизируют Российскую Федерацию и Республику Беларусь, 10 июля 2024 года улица получила современное название — в честь оборонцев Чернигова, согласно Решению Черниговского городского совета № 41/VIII-7 «Про переименование улиц в городе Чернигове» («Про перейменування вулиць у місті Чернігові»).

## Застройка
Улица пролегает в северо-западном направлении. Парная и непарная стороны улицы преимущественно заняты усадебной застройкой и учреждениями (например, национальный университет «Черниговский коллегиум», военкоматы), частично многоэтажной жилой застройкой (5-9-этажные дома) и офисными зданиями.
Улица вместе с проспектами Победы и Михаила Грушевского (улица 1 Мая), улицами Любомира Боднарука и Олега Михнюка образовывает площадь Пять углов.
На перекрестке с Московской улицей (ныне Шевченко) стояла Вознесенская церковь, построенная в период 1870—1874 годы (в 1941 году сожжена фашистской авиацией, в 1955 году разобрана). В первом квартале улицы расположена усадьба Черниговского дома офицеров, а севернее от него — усадьба А. И. Лизогуба (в 1987 году дом разобран). За усадьбой Лизогубов была расположена усадьба графов Милорадовичей с дворцом (1790), в котором Г. П. Милорадович в начале 19 века дважды принимал императора Александра I — была сожжена в 1941 году, сейчас здесь ГП «Черниговское лесное хозяйство» (дом № 20).
Дом № 14 — одноэтажный, деревянный на кирпичном фундаменте, обложенный кирпичём, прямоугольный в плане дом; дом принадлежал сыну Николая Андреевича Николаю Николаевичу Вербицкого, согласно «списку домовладельцев 1908 года», который здесь жил до 1922 года.
На противоположной стороне улицы сохранился одноэтажный дом с поздними надстройками, где размещалось статистическое бюро Черниговского губернского земства (дом № 9 А). Бюро было местом работы для, таких писателей, как Л. И. Глебов, М. М. Коцюбинский, П. Г. Тычина.
Позже в здании статистического бюро были размещены народный суд Деснянского и Новозаводского районов города. Далее расположен новый корпус Черниговской педагогического института (построен в 1970 году), затем — военный комиссариат (дом № 15). После Великой Отечественной войны была построена школа № 9 (дом № 21), корпус строительных организаций, здания областного военного комиссариата (дом № 13), областного потребительского общества (проспект Победы № 139), Деснянского райкома и райисполкома (проспект Победы № 141, сейчас Деснянский районный суд города Чернигова и Управление образования Черниговского горсовета). Прочие дома, за исключением некоторых — одноэтажные, среди которых есть дореволюционные.
Учреждения:
1. дом № 2 — школа искусств
2. дом № 13-17 — военный комиссариат
3. дом № 20 — ГП «Черниговское лесное хозяйство»
4. дом № 21 — школа № 9
5. дом № 32 А — детсад № 36
6. дома № 42, 44, 46 — офисные здания, в том числе главный офис «Поликомбанка»

|                                             |                                                                             |                                 |                                                            |
| участок между улицами Шевченко и Лермонтова | Памятник истории Дом статистического бюро Черниговского губернского земства | «Черниговское лесное хозяйство» | участок между улицей Гетмана Полуботка и проспектом Победы |

Памятники истории или монументального искусства:
1. дом № 1 — Усадьба Лизогубов — утраченный объект культурного наследия
2. дом № 9 А — Дом статистического бюро Черниговского губернского земства, где работал М. М. Коцюбинский (дом конца 19 века, 1901—1911, доска 1972) — истории местного значения
3. перед главным корпусом университета «Черниговский коллегиум» — памятник Т. Г. Шевченко — монументального искусства вновь выявленный

Есть ряд значимых и рядовых исторических зданий, что не являются памятниками архитектуры или истории: усадебные дома № 3, 5, 14, 16/24, 17, 21, 30, 32, 34, 38/11.
Мемориальные доски:
1. дом № 8 — Герою Советского Союза, общественному деятелю Александру Ивановичу Беспалову — на доме, где жил (1971—2004)
2. дом № 9 А — украинскому писателю, общественному деятелю Михаилу Михайловичу Коцюбинскому — на здании статистического бюро Черниговского губернского земства, где работал (1901—1911, доска 1972)
3. дом № 9 А — украинскому советскому поэту, государственному деятелю Павлу Григорьевичу Тычине — на здании статистического бюро Черниговского губернского земства, где работал (1914—1916)
4. дом № 13/68 — Дважды Герою Советского Союза Александру Игнатьевичу Молодчему — комментарий прежнего наименования улицы